# Castell de Rappolstein

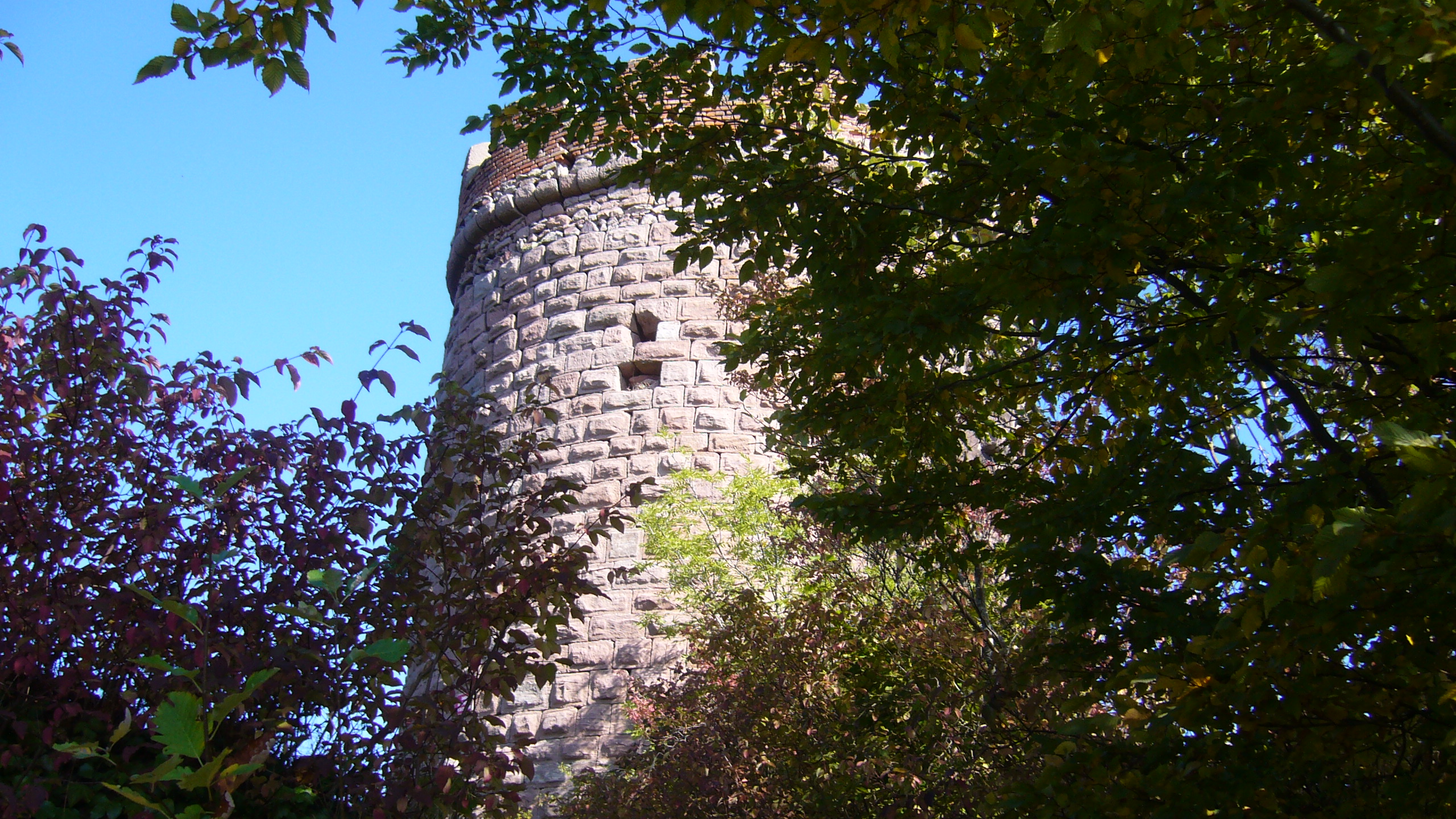
Torrassa circular del castell de l'Alt-Ribeaupierre

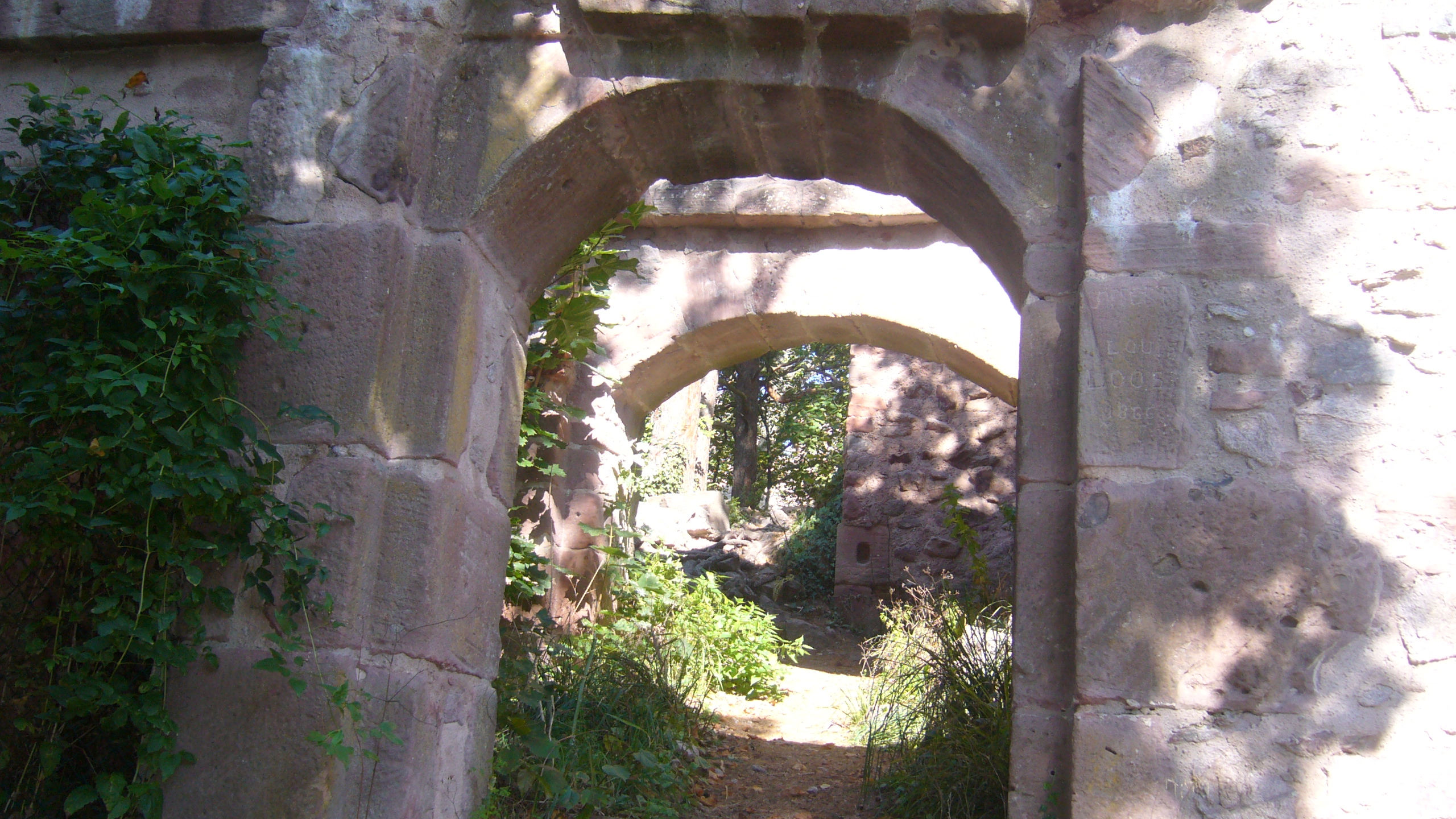
Porta d'entrada al castell d'Alt-Ribeaupierre. Al segle XV} la porta d'entrada fou doblada d'una barbacane amb pont llevadís

El castell de l'Alt-Ribeaupierre/Rappolstein (francès Haut-Ribeaupierre, alemany Hohen-Rappolstein) fou un dels tres castells principals dels Rappolstein.
És sota el nom de «Altenkastel» que el castell és mencionat per primer cop el 1254. També és evocat sota el nom d'Hoh-Rappoltstein del nom dels seus propietaris. El senderó que porta al castell està cobert d'esllavissades i de pedres qui fa el recorregut a peu una mica difícil. Arribant a la cimera es veu la torrassa circular aixecada sobre una roca de la qual el conjunt queda amagat per la vegetació densa del bosc. Vorejant la cimera, s'arriba davant la porta d'entrada del castell on s'elevava abans un pont llevadís. El castell hauria estat construït sobre un antic indret romà del segle IV d'on el nom d'Altenkastel que vol dir «antic castell».
Aquest castell va pertànyer en principi al bisbat de Basilea, després va passar als Ribeaupierre/Rappolstein a partir del segle xiii. És l'únic dels tres castells que posseeix una torrassa de forma circular. Està situat sobre una cresta situada a 642 metres d'altitud. El 1288, Anselm de Ribeaupierre posseïa el castell. Al segle xiv les defenses del castell foren reforçades per la construcció d'un mur. A partir de 1368, Brunó de Rappolstein va entrar en possessió del castell; tenia un odi feroç contra els anglesos que l'havien fet presoner, i va aprofitar el pas del cavaller John Harleston, per segrestar-lo i tancar-lo a la torrassa de l'Alt-Ribeaupierre de 1384 a 1390; va exigir un fort rescat per alliberar-lo. Va servir també de presó per uns jueus que havin reconegut sota tortura haver enverinat pous per propagar la pesta.
El 1477, Maximí II Smassmann va capturar a Felip de Croy davant Nancy en la batalla contra Carles el Temerari i el va tancar a la seva torrassa. Cap a 1498 va ser, Sebastià, un fill desnaturalitzat de Guillem I de Rappolstein, el que serà al seu torn tancat a la torrassa. Al segle xvi el castell encara fou modernitzat per protegir-se de les armes de foc.
Després de la Guerra dels Trenta Anys el castell caurà progressivament en ruïnes. Al segle xix el castell fou restaurat i consolidat per Charles Winckler, els merlons de la torrassa en maó foren afegits llavors. Actualment la torrassa circular i la cortina oest continuen sent les úniques vestigis encara en conservació de l'època antiga (1254).